# Skilling
Skilling es una empresa de tecnología financiera de origen escandinavo especializada en trading online, fundada en 2016.

## Historia
Skilling fue fundada en 2016 por Henrik Persson Ekdahl, Andre Lavold y Mikael Riese Harstad, bajo el respaldo de Optimizer Invest. Lanzó oficialmente su plataforma propia en 2019. En 2020, amplió su plataforma a más de 15 idiomas.
En sus primeras etapas, la empresa obtuvo financiación de Optimizer Invest, una empresa de inversión que está detrás de Catena Media, Betsson y GiG. Skilling también recaudó 15 millones de euros de inversores escandinavos.
La empresa actuó como patrocinador de la parte posterior de la camiseta del Fulham FC durante la temporada 2019-2020.
El Campeón Mundial de Ajedrez Magnus Carlsen fue el embajador global de marca de Skilling en 2021.
La empresa colaboró con el Aston Villa para la temporada 2020-21.
Skilling también participó en la competición de pádel «Camino a Marbella» de Studio Padel en 2021.
A principios de 2022 recaudó 10 millones de euros en capital fresco, aumentando su valoración en casi un 50% en un año.
En diciembre de 2023, Jon Squires, que anteriormente era Director Ejecutivo del Grupo Capital.com, asumió el cargo de Director Ejecutivo del Grupo. Michael Kamerman ha asumido un nuevo papel en el grupo, actuando como Director Ejecutivo para las Américas.
Skilling opera desde oficinas situadas en Chipre, España, Malta, Suecia y Colombia. Su base de clientes se extiende por Europa, Latinoamérica, Asia y África. Jon Squires ejerce como Director Ejecutivo de Skilling y Fiona Soler como Directora Financiera.